# Dżamaładdin Magomiedow
Dżamaładdin Gadżyjewicz Magomiedow (ros. Джамаладдин Гаджиевич Магомедов; azer. Cəmaləddin Hacı oğlu Məhəmmədov; ur. 14 marca 1989) – rosyjski i od 2009 roku azerski zapaśnik walczący w stylu wolnym. Dwukrotny olimpijczyk. Dwunasty w Rio de Janeiro 2016 w kategorii 125 kg i szesnasty w Londynie 2012 w kategorii 120 kg.
Srebrny medalista mistrzostw świata w 2015 i brązowy w 2011. Wicemistrz Europy w 2017, a trzeci w 2011, 2013, 2018 i 2020. Brąz na igrzyskach europejskich w 2015 i igrzyskach europejskich w 2019. Mistrz igrzysk Solidarności Islamskiej w 2017. Piąty w indywidualnym Pucharze Świata w 2020. Drugi w Pucharze Świata w 2018; trzeci w 2012, 2015 i 2017. Wicemistrz świata i mistrz Europy juniorów z 2009 roku.

## Turniej wLondynie 2012
| Konkurencja          | Walki                | Klas. końcowa |
| Konkurencja          | Przeciwnik I         | Miejsce       |
| -------------------- | -------------------- | ------------- |
| styl wolny do 120 kg | Bilał Machow (RUS) L | 16            |